# Faith Thomas
Faith Thomas, geborene Coulthard (* 22. Februar 1933 in Nepabunna; † 15. April 2023) war eine australische Cricket- und Hockeyspielerin sowie Krankenschwester. Sie war die erste Aborigine, die in einer australischen Nationalmannschaft spielte.

## Biographie

### Ausbildung und Beruf
Faith Thomas wurde in der Nepabunna Aborigine-Mission in South Australia geboren; ihr ursprünglicher Name war Tinnipha. Ihre Mutter Ivy war eine traditionelle Adnyamathanha-Frau aus den Flinders Ranges und ihr Vater ein deutscher oder polnischer Einwanderer. Thomas gehörte zur „Stolen Generation“, Kindern, die aus indigenen Familie genommen wurden, um in Pflegeheimen oder -familien der Weißen herangezogen zu werden. Faith wurde im Alter von drei Monaten von ihrer Mutter getrennt und in die Colebrook Aboriginal Children’s Mission in Quorn, etwa 40 Kilometer nördlich von Port Augusta, gebracht. In einem Interview aus dem Jahre 2019 sagte sie, sie sei aus einer zerbrochenen Familie geholt worden und habe es in Colebrook „geliebt“, wo sie verwöhnt worden sei; sie nannte sich selbst „die Auserwählte“.
Thomas gehörte zu einer ersten Gruppe von sechs Aborigine-Frauen, die 1954 am Royal Adelaide Hospital in Adelaide eine Ausbildung zur Krankenschwester abschlossen. Anschließend machte sie am Queen Victoria Hospital in Adelaide eine zusätzliche Ausbildung zur Hebamme. Sie war 1958 die erste indigene Krankenschwester, die im öffentlichen Dienst Südaustraliens angestellt wurde, um im Point McLeay Aboriginal Reserve (seit 1982 Raukkan) zu arbeiten. Sie engagierte sich auf dem Gebiet der Gesundheits- und Gemeindedienste für Aborigines und war Mitglied des Northern and Far Western Aboriginal Health Advisory Committee. Ihre Gesundheitsphilosophie umfasst auch die Fähigkeiten lokaler Heiler, die die Spiritualität und Kultur der Aborigines kennen. Sie war verheiratet mit Bernard Thomas.
2019 lebte Faith Thomas in einem Altenheim in Port Augusta. Sie starb am 15. April 2023 im Alter von 90 Jahren.

### Sport
Als Kind stellte sich Faith Thomas erste Cricketschläger aus Holz von einer Müllhalde her, Steine aus einem Bach dienten als Bälle. Während ihrer Ausbildungszeit in Adelaide begann sie auf Anregung einer Kollegin, regelmäßig Cricket zu spielen. 1956 wurde sie für South Australia aufgestellt und spielte 1958 auf der Tour Englands in Australien einen WTest für die Nationalmannschaft. Sie war die erste Aborigine, die für eine australische Nationalmannschaft spielte und bis 2019 (nach der Auswahl von Ashleigh Gardner) auch die einzige. Ihre internationale Karriere dauerte nur eine Woche, wie sie 2016 in einem Interview mit The Guardian sagte: „Ich sage immer, dass ich zwei Rekorde halte: Ich bin immer noch die schnellste Bowlerin aller Zeiten. Und ich denke, dass ich auch die größte Eintagsfliege aller Zeiten gewesen sein könnte.“ Von 1959 bis 1961 spielte sie im Hockey-Team von Alice Springs. 1960 bestritt Thomas ihr letztes Cricketspiel, als sie schon im achten Monat schwanger war.

## Auszeichnungen
Faith Thomas hatte zahlreiche Ehrenämter inne und erhielt mehrfach Auszeichnungen: So war sie Mitglied der Australian Sports Foundation und der National Aboriginal Sports Foundation. Auch saß sie im Aboriginal Affairs Board der südaustralischen Regierung.
Seit 2018 wird von der Women’s Big Bash League die Faith Thomas Trophy vergeben. Im selben Jahr wurde Thomas für ihren Beitrag zur Geschichte des Crickets in Südaustralien zum Ehrenmitglied der South Australian Cricket Association ernannt.
Im Juni 2019 wurde Faith Thomas Member des Order of Australia.